# Bruno Biagi
Bruno Umberto Domenico Biagi (Lizzano in Belvedere, 27 ottobre 1889 – Roma, 22 dicembre 1947) è stato un avvocato e politico italiano.

## Biografia
Nacque il 27 ottobre 1889 a Lizzano in Belvedere da Ferdinando, un commerciante, e Fabbri Erminia, una casalinga. Si sposò a Lucca il 9 luglio 1911 con una benestante, Cappelletti Fedora. La coppia non ebbe figli. 
Era il cugino del giornalista e scrittore Enzo Biagi.

### Ingresso in politica
Nel 1919 Bruno Biagi fondò la federazione dei combattenti di Bologna, che presiedette per molti anni. 
Entrato in politica per rappresentare i veterani, fu eletto nell'ottobre 1920 nelle file dell'opposizione al consiglio comunale di Bologna, dominato dal PSI. Il 21 novembre 1920, in occasione dell'insediamento del nuovo consiglio, fu ferito durante la strage di Palazzo d'Accursio, in cui il consigliere comunale liberale storpio di guerra, l'avvocato Giulio Giordani rimase ucciso. Il consiglio comunale venne sciolto e fu nominato un commissario. 
Il 28 ottobre 1922 Biagi partecipò alla marcia su Roma. 
Fu nuovamente eletto consigliere comunale di Bologna nel 1923 e vi rimane fino al 1940, assegnato nel 1928 al gruppo degli artigiani e nominato nel 1936 per l'unione dei professionisti e degli artisti.
Nel 1924 fu eletto alla Camera dei deputati, dove rimase ininterrottamente fino al 1943 (nel 1939 la Camera era divenuta Camera dei fasci e delle corporazioni) .
Nel settembre 1925 fece parte della delegazione italiana che ricevette i delegati alleati a Roma al secondo congresso della FIDAC.
Successore di Giuseppe Bottai, fu sottosegretario al Ministero delle corporazioni e poi presidente dell'Istituto nazionale fascista della previdenza sociale.

### All'interno del movimento cooperativo
Fu presidente dell'ECA, l'ente comunale di assistenza che sostituì le congregazioni di beneficenza, e presidente della federazione regionale emiliana delle cooperative. Fu commissario straordinario dei sindacati fascisti a Bologna. Venne inoltre nominato consigliere della Banca del Lavoro e della Cooperazione.
Nel 1922, dopo l'allontanamento dei socialisti Romeo Galli e Mario Longhena, assunse la guida dell'Ente autonomo consumistico di Bologna e mantenne i suoi numerosi empori generali, 21, nonostante le richieste dei commercianti. L'8 giugno 1924 fu fondata a Milano la Federazione nazionale delle cooperative di consumo con Bruno Biagi presidente.
Nel novembre 1929 succedette ad un altro bolognese, Dino Alfieri, come presidente dell'Agenzia nazionale per la cooperazione. Fu molto attivo nel raggiungimento dell'autonomia delle cooperative all'interno del regime. Con Rosario Labadessa, nel 1930, nonostante la concezione totalitaria e unitaria del fascismo, rivendicò la peculiarità della cooperazione come istituzione economica di diritto privato avanzando la proposta di riconoscimento giuridico di una confederazione nazionale di cooperazioni. Ma l'iniziativa fece pochi passi avanti e perfino Il Popolo d'Italia intervenne bruscamente contro le tesi di Bruno Biagi. Nel marzo 1931 fu sostituito dal milanese Carlo Peverelli.
Nel luglio 1931 Bruno Biagi venne nominato Commissario di Governo della Confederazione dei Sindacati Industriali, nominandolo per un mandato come membro del Gran consiglio del fascismo; si dimise dalla presidenza dell'ECA da lui promossa, da alcuni considerata come una delle migliori realizzazioni della cooperazione fascista e fu sostituito dal bolognese Riccardo Muzzioli.
Detenne la cattedra di diritto corporativo all'Università Alma Mater Studiorum di Bologna.

## Opere
- Biagi, Bruno. Lo stato corporativo: I. il sindacato, II. la corporazione. Istituto nazionale fascista di cultura, 1934.